# نیکول دیویس
نیکول ماری دیویس (به انگلیسی: Nicole Marie Davis) معروف به نیکول دیویس، (متولد ۲۴ آوریل ۱۹۸۲ در استاکتون، آمریکا) بازیکن تیم ملی والیبال آمریکا است. دیویس به همراه تیم ملی آمریکا به مدال نقره بازی های المپیک ۲۰۰۸ و ۲۰۱۲ رسید.